# Carneia

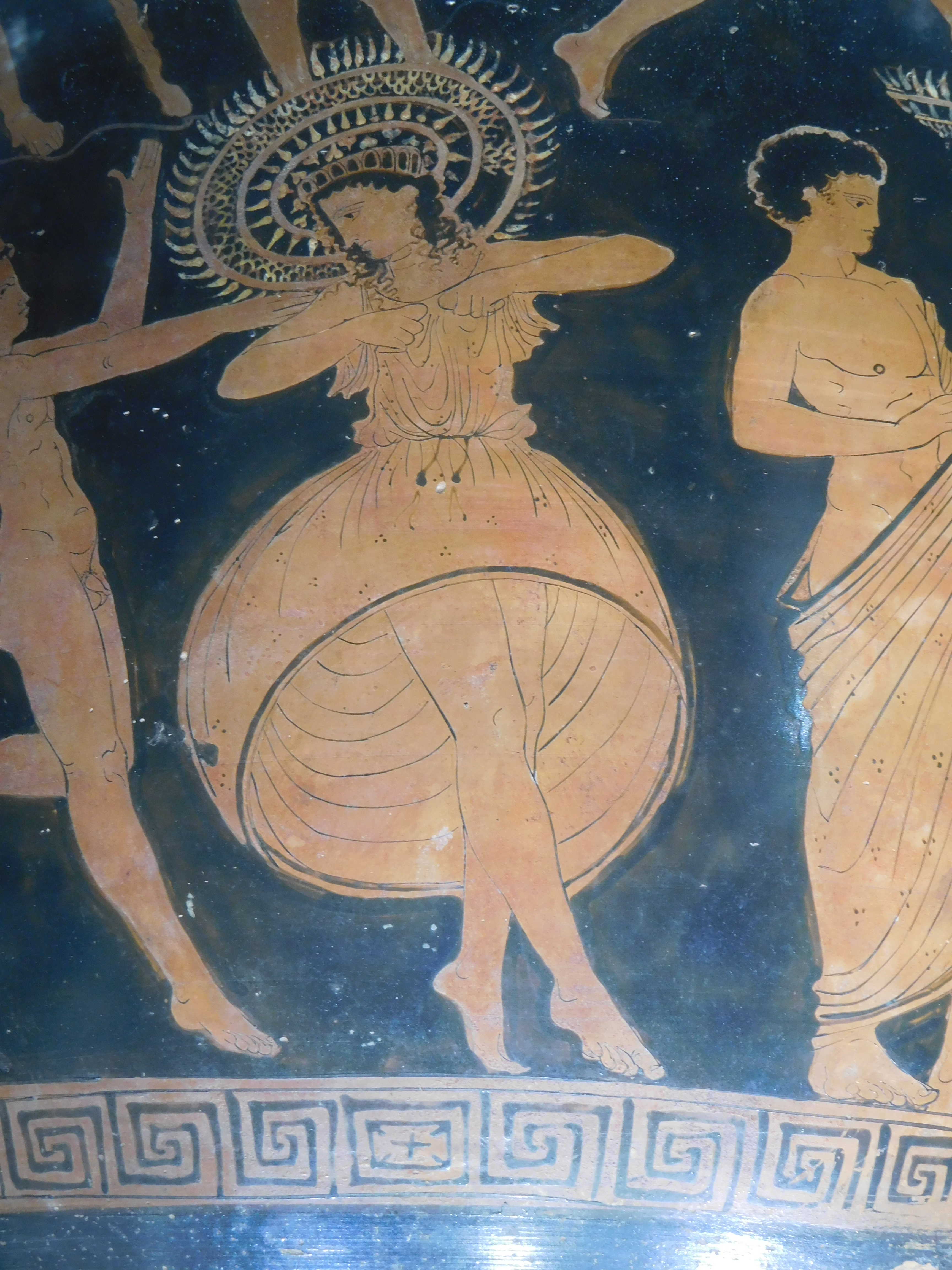
Dançarino no festival de Apollo Karneios, usando o chapéu kalatiskos no templo de Karneios, século V aC, de Ceglie del Campo

O Festival de Carnéia era um dos mais importantes festivais religiosos da antiga Esparta e outras cidades da Dória, mantida em honra ao deus Apolo, venerado em diversas partes de Peloponeso. Havia nove grandes festivais no calendário Espartano, onde os mais importantes eram a Carnéia, a Gymnopaedia e a Hyakinthia.
A Carnéia começava no sétimo dia do mês de Carneios (o Metageitnion de Atenas) e durava nove dias. Nove tendas eram armadas perto dos muros da cidade, habitadas por homens que viviam como soldados, obedecendo comandos de um arauto. O sacerdote que conduzia os sacrifícios era conhecido como Agetes; deste modo, o festival era às vezes chamado de Agetoria ou Agetoreion. De cada aldeia Espartana, cinco homens não casados (Karneatai) eram escolhidos como os ministros de Agetes, cargo que era mantido por quatro anos, durante os quais não era permitido que eles se casassem. Alguns Karneatai eram chamados de staphylodromoi. Durante o festival, os staphylodromoi perseguiam um homem que usava uma grinalda; capturá-lo significaria boa sorte na próxima colheita.
De acordo com a tradição, o exército não podia sair do território Espartano durante esse festival. Governantes de Esparta não tinham permissão de liderar qualquer tipo de campanha militar ou declarar guerra, e todos os cidadãos homens deveriam ser purificados - deste modo, os cidadãos de Atenas receberam ajuda apenas de Leônidas e sua guarda de elite de 300 homens nas chamadas Guerras Médicas, mais especificamente na Batalha das Termópilas.
A Carnéia também era celebrada na cidade Dórica de Cirene, no Norte da África, como disse Píndaro em suas odes e como aparece no hino de Calímaco para Apolo.

## Carneias famosas
- Durante a Batalha de Maratona, Setembro de 490 a.C.
- Durante a Batalha das Termópilas, Agosto ou Setembro de 480 a.C.

1. ↑  John K. Papadopoulos: The Motya Youth: Apollo Karneios, Art, and Tyranny in the Greek West. The Art Bulletin, Vol. 96, No. 4 (December 2014), pp. 395-423